# Witness (album)
Witness is het vijfde studioalbum van de Amerikaanse zangeres Katy Perry, die op 8 juni 2017 uitkwam.

## Singles
- Chained to the Rhythm werd als eerste single van het album uitgebracht op 10 februari 2017. Het nummer werd een groot succes, met een top 10-notering in veel landen, waaronder de Verenigde Staten. Het nummer staat in het teken van politieke vrijheid en is in samenwerking met de kleinzoon van Bob Marley, namelijk Skip Marley.
- Bon Appétit werd als tweede single uitgebracht op 28 april 2017. Het nummer is in samenwerking met de Amerikaanse hiphopgroep Migos.
- Swish Swish werd als promotiesingle van het album uitgebracht op 18 mei 2017. Nicki Minaj werkte voor dit nummer samen met Katy Perry. Velen vermoeden dat dit als disstrack dient tegenover Taylor Swift, als antwoord op het liedje Bad Blood.

## Promotie
Ter promotie van het album gaat Katy Perry met haar toer Witness: The Tour op tournee.

## Hitnoteringen in Nederland en Vlaanderen
| Single met eventuele hitnotering(en) in de Nederlandse Top 40 | Datum van verschijnen | Datum van binnenkomst | Hoogste positie | Aantal weken | Opmerkingen                                                 |
| ------------------------------------------------------------- | --------------------- | --------------------- | --------------- | ------------ | ----------------------------------------------------------- |
| Chained to the rhythm                                         | 10-02-2017            | 25-02-2017            | 6               | 18*          | met Skip Marley / Nr. 14 in de Single Top 100 / Alarmschijf |
| Bon Appétit                                                   | 2017                  | 20-05-2017            | 32              | 1*           | met Migos / Nr. 63 in de Single Top 100                     |

| Single met hitnotering(en) in de Vlaamse Ultratop 50 | Datum van verschijnen | Datum van binnenkomst | Hoogste positie | Aantal weken | Opmerkingen            |
| ---------------------------------------------------- | --------------------- | --------------------- | --------------- | ------------ | ---------------------- |
| Chained to the rhythm                                | 10-02-2017            | 25-02-2017            | 6               | 12*          | met Skip Marley / Goud |